# Палестро
Палестро (итал. Palestro) је насеље у Италији у округу Павија, региону Ломбардија.
Према процени из 2011. у насељу је живело 1838 становника. Насеље се налази на надморској висини од 121 м.

## Становништво
Према резултатима пописа становништва 2011. у општини је живело 1.885 становника.
| 1931. | 1936. | 1951. | 1961. | 1971. | 1981. | 1991. | 2001. | 2011. |
| ----- | ----- | ----- | ----- | ----- | ----- | ----- | ----- | ----- |
| 3.319 | 2.952 | 2.789 | 2.844 | 2.457 | 2.181 | 2.065 | 2.014 | 1.885 |